# RAND Corporation

Rand Corporation logo.

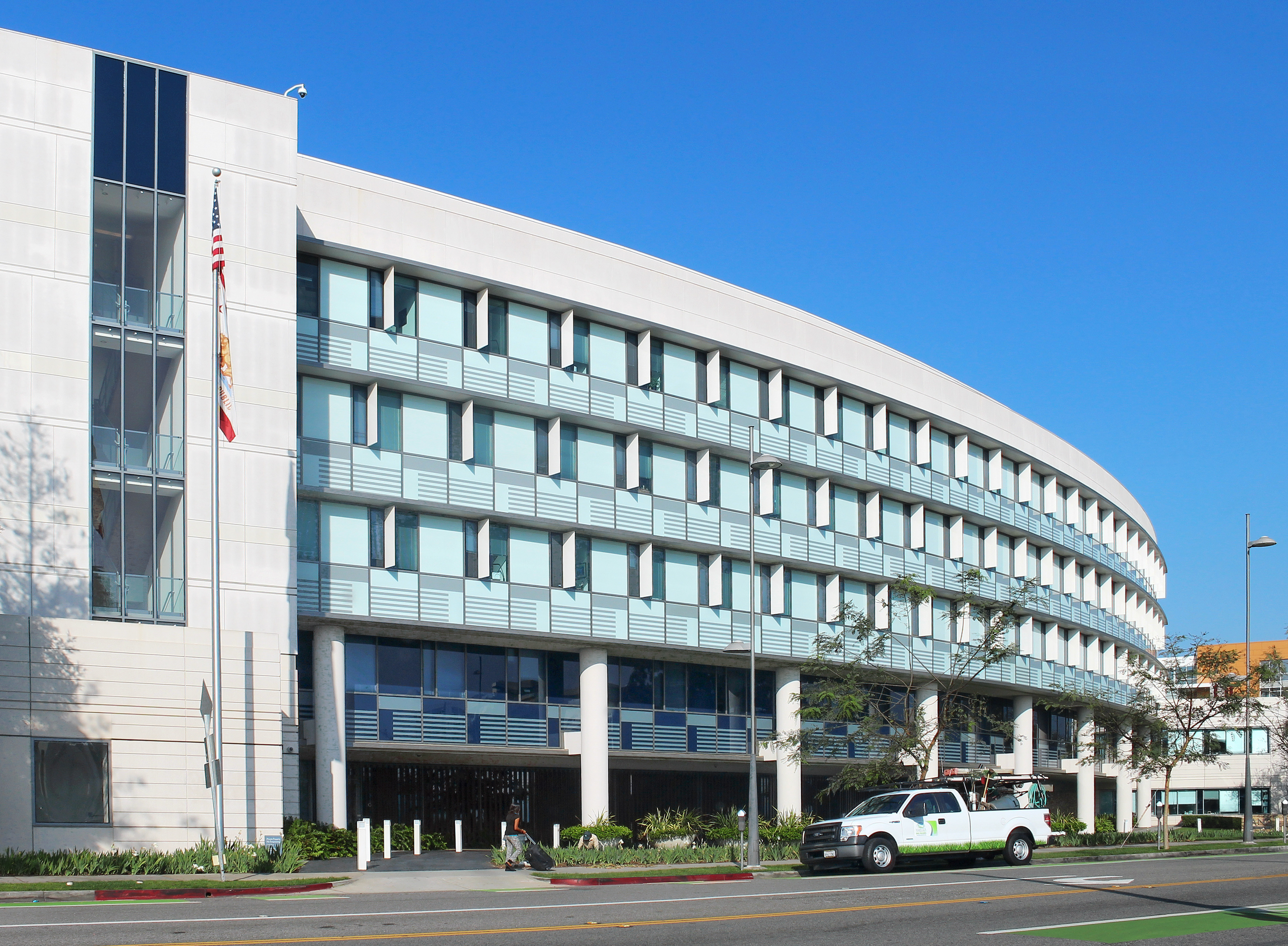
RAND Corporation.

The RAND Corporation is een Amerikaanse denktank, in 1946 opgezet door de Amerikaanse luchtmacht onder contract van de Douglas Aircraft Company. In mei 1948 werd RAND een onafhankelijke organisatie zonder winstoogmerk. Het letterwoord RAND is een samentrekking van research and development.
RAND-onderzoek richt zich op het ontwikkelen van oplossingen voor complexe problemen door onderzoekers van verschillende academische specialisaties bij elkaar te brengen en op het verschaffen van praktische begeleiding door inzicht te verschaffen in beleidskeuzen en barrières voor beleidsimplementatie.
Historisch gezien heeft RAND een sterke focus op defensie - volgens het jaarrapport van 1994 heeft twee derde van het onderzoek te maken met de Amerikaanse nationale veiligheid: Project Air Force, het Arroyo Center (dat voor het Amerikaanse leger werkt) en het National Defense Research Institute. Anno 2004 is het aandeel van het onderzoek naar veiligheid en defensie afgenomen tot de helft. De rest van het onderzoek gaat voornamelijk over gezondheid, maar ook onderwijs, justitie, bevolkingsonderzoek en internationale economie.
Het meeste onderzoek wordt gedaan in opdracht van de overheid. In Europa voert de organisatie beleidsadvies uit onder de naam RAND Europe, vanuit kantoren in Cambridge, Brussel en Den Haag.

## Wetenswaardigheden
- In 1957 won RAND Corp. aan prestige toen de Sovjet-Unie de satelliet Spoetnik 1 lanceerde. In het onthutste Amerika werd de aandacht gevestigd op een RAND-rapport uit 1948 waarin dat met het juiste jaartal voorzien werd, maar waarin tevens voorgerekend werd dat de Verenigde Staten dat al in 1952 zouden doen. De VS werd zich in een klap bewust van achterstand in de ruimtewedloop.[1]